# Midnight Sun (Lou Donaldson)
Midnight Sun è un album di Lou Donaldson, pubblicato dalla Blue Note Records solo nel 1980.Il disco fu registrato il 22 luglio del 1960 al Rudy Van Gelder Studio di Englewood Cliffs, New Jersey (Stati Uniti).

## Tracce
Lato A
1. Candy – 6:12 (Mack David, Alex Kramer, Joan Whitney)
2. Midnight Sun – 5:46 (Johnny Mercer, Lionel Hampton, Sonny Burke)
3. Avalon – 5:18 (Al Jolson, Buddy DeSylva, Vincent Rose)

Lato B
1. The Squirrel – 3:33 (Tadd Dameron)
2. Si Si Safronia – 4:31 (Lou Donaldson)
3. Exactly Like You – 5:04 (Dorothy Fields, Jimmy McHugh)
4. Dog Walk – 4:24 (Lou Donaldson)

## Musicisti
Lou Donaldson Quintet
- Lou Donaldson - sassofono alto
- Horace Parlan - pianoforte
- Ben Tucker - contrabbasso
- Al Harewood - batteria
- Ray Barretto - congas (tranne su : A2)